# Michel Roux (chanteur lyrique)
Pour les articles homonymes, voir Michel Roux et Roux.
Michel Roux est un artiste lyrique (baryton-basse) français né à Angoulême le 1er septembre 1924 et mort à Suresnes le 4 février 1998.

## Biographie
Fils d'un imprimeur de boîtes de produits pharmaceutiques, il travaille avec son père. Joueur de rugby, il prend l'habitude de chanter au banquet qui suit le match. Son père l'encourage alors à prendre des cours de chant, ce qu'il se décide à faire après s'être cassé le bras lors d'un match. Après des études au conservatoire de Bordeaux puis au Conservatoire national de Paris, il intègre la troupe de l'Opéra de Paris (RTLN). Il fait ses débuts le 5 octobre 1949 dans Lakmé (rôle de Nilakantha) sur la scène de l’Opéra-Comique. Il y interprète par la suite Escamillo dans Carmen, Golaud dans Pelléas et Mélisande, le comte des Grieux dans Manon, Roger dans Ciboulette  et crée le rôle de l'Aveugle dans Madame Bovary d'Emmanuel Bondeville (1951).
À l'Opéra Garnier, il chante entre autres Méphistophélès dans Faust et La Damnation de Faust avant de se spécialiser, avec le temps, dans les rôles de basses-bouffes.
Il a également enseigné le chant à l’École normale de musique de Paris.
Marié, il a deux fils et une fille : Dominique (1949) Lionel (1953) Frédéric (1955)

## Carrière

### Années 1950
- 17 octobre 1952 : Les Indes galantes de Jean-Philippe Rameau, avec Christiane Castelli, Suzanne Chauvelot, Paulette Chalanda, Berthe Monmart, Jacqueline Brumaire, Libero de Luca, René Bianco, Marisa Ferrer, Raphaël Romagnoni, Jean Giraudeau, Jacques Jansen, Rosa Van Herck, Camille Rouquetty, Raoul Jobin, Géori Boué.  Direction musicale : Louis Fourestier. Mise en scène : Maurice Lehmann - Opéra de Paris
- 19 octobre, 5, 17 novembre 1952 : Les Indes galantes, avec Christiane Castelli/Lili Grandval (17/11), Hélène Bouvier/Denise Scharley (5/11)/Odette Ricquier (17/11), Paulette Chalanda, Berthe Monmart, André Huc-Santana, Jacqueline Brumaire/Jeanne Segala, Jean Giraudeau, Jean Borthayre, Georges Noré/Raphaël Romagnoni, Raymond Amade, Jacques Jansen, Denise Duval/Jeanne Guihard (5/11), Geneviève Moizan  (17/11), Janine Micheau, Rosa Van Herck, Camille Rouquetty/René Verdière   (17/11), Henri Legay, Roger Bourdin/ Marcel Clavère (5/11)/Charles-Paul (17/11), Georgette Camart. Direction musicale : Robert Blot. Mise en scène : Maurice Lehmann - Opéra de Paris
- 7 avril 1953 : La Rôtisserie de la Reine Pédauque de Charles-Gaston Levadé, avec Liliane Berton, Louis Noguéra, Charles Clavensy,  Lucien Lovano, Berthe Monmart. Direction musicale : Pierre Dervaux - RTF.
- 15 octobre 1954 : Les Indes galantes, avec  Christiane Castelli, Hélène Bouvier, Paulette Chalanda, Pierre Froumenty, Jeanne Segala, Jean Giraudeau, Berthe Monmart, Suzanne Sarroca, Georges Noré, Raymond Amade, Pierre Germain, Jeanne Guihard, Liliane Berton, Camille Rouquetty, Henri Legay. Direction musicale : Louis Fourestier - Opéra Garnier
- 9 décembre 1955 (3 représentations) : Bolivar de Darius Milhaud, avec Alain Vanzo, Janine Micheau, Hélène Bouvier, Roger Bourdin, Pierre Savignol, Pierre Froumenty, Jean Giraudeau, Charles Paul, Berthe Monmart. Mise en scène : Max de Rieux, décors : Fernand Léger. Direction musicale : André Cluytens - Opéra de Paris.

### Années 1960
- 23 janvier 1960 : Madame Butterfly de Giacomo Puccini, avec Alain Vanzo, Edmée Sabran, Berthe Monmart, Jacques Hivert, Pierre Froumenty. Direction musicale : Georges Prêtre  - Salle Favart - 1000e représentation.
- novembre 1960 : Madame Butterfly, avec Alain Vanzo, Berthe Monmart  - Capitole de Toulouse
- 17, 19 février 1961 : Manon Lescaut de Giacomo Puccini, avec Alain Vanzo, Robert Massard, Berthe Monmart. Direction musicale : Paul Ethuin - Capitole de Toulouse.
- 14 octobre 1961  Manon Lescaut, avec Alain Vanzo, Robert Massard, Berthe Monmart, Gérard Friedmann. Direction musicale : Pierre-Michel Le Conte - RTF

### Années 1980
- 27 mars 1985 : Tosca de Giacomo Puccini, avec Anne Marie Antoine, Christian Lara, Yerry Mertz, Claude Ribou, André Simon. Direction musicale : Guy Condette - Théâtre d'Angoulême.

## Discographie
- Hector  Berlioz, L'Enfance du Christ, avec André Vessières, Xavier Depraz, chœur de la Radio française, orchestre Colonne, Pierre Dervaux (dir.) - Accord
- Hector Berlioz, l’Enfance du Christ, avec Jean Giraudeau, Hélène Bouvier, Louis Noguera, Henri Médus, Chœur Raymond Saint-Paul, Orchestre de La Société des Concerts du Conservatoire, André Cluytens (dir.) 1952 report CD Cascavelle 2019
- Hector Berlioz, La Damnation de Faust avec Consuelo Rubio, Richard Verreau, Pierre Mollet, Chorale Élisabeth Brasseur, orchestre Lamoureux, Igor Markevitch (dir.) - 2 CD DG, 1960 report 2019 et Blu-ray disc Pure audio.
- Léo Ferré, La Chanson du mal-aimé, oratorio scénique sur un poème de Guillaume Apollinaire, avec Camille Maurane, Nadine Sautereau, Jacques Petitjean des Petits Chanteurs à la croix de bois, chœurs Raymond Saint-Paul, Orchestre national de la Radio-télévision française, Léo Ferré (dir.) - Odéon, 1957.
- Arthur Honegger, Cris du monde, avec Jeanine Collard, Berthe Monmart, Georges Tzipine (dir.) - EMI Classics, 1960.
- Jean-Jacques Rousseau, Le Devin du village, avec Janine Micheau, Louis de Froment (dir.) - CPO

Debussy : Pelléas et Mélisande
Claude Debussy , Pelléas et Mélisande Herbert von Karajan (Chef d'orchestre), Role de Golaud avec Elizabeth Swarzkopf Ernest Haefliger RAI Orchestra Sinfonica and Coro di Roma
Claude Debussy , Pelléas et Mélisande Jean Fournet Xavier Depraz Rita Gorr Camille MAurane Janine Michaud 